# Artesa (arquitectura)
Una artesa de salpicadura es una pieza fabricada de hormigón que posee una concavidad en su superficie. Se coloca bajo un bajante pluvial y evita que el agua toque la(s) pared(es) o que erosione el suelo.